# Grüner See (Tragöß)
A Zöld-tó (Grüner See) egy karszttó, amely a stájerországi Oberort városrészében, Tragöß-Sankt Katharein-ben található. A tó a hochschwabi hegység déli részén fekszik. Egy olyan hegyomlás által jött létre, ami még az őskorban a Meßnerin hegy déli oldala felől indult el Tragöß irányába.

## Földrajz
A tó tiszta vizét a környező hegyoldal hóolvadásából nyeri. A víz ezért hideg (5-6 fokos), a vízállás pedig nagymértékben az évszaktól függ. Legmagasabb vízszintjét kora nyáron éri el, ilyenkor a tó legmélyebb pontja körülbelül 10 méter. A délkeleti partnál túlfolyik a víz. A délnyugati partról lehet látni, hogy hogyan folyik be a víz a hegybe. Ősszel a tó szinte teljesen kiszárad. Ilyenkor a mezők, padok előbújnak a víztükör felett.
A tiszta víz elnyeli a vörös fényt, ezért vastag rétegekben kékes zöldnek tűnik. A vízbe szuszpendálódott apró kövek a fény kékes zöld részét tükrözik vissza.
A tó körüli hegyek megváltoztatják a szél irányát. A tó egy teknő-völgyben helyezkedik el, ami a tó hideg levegőjét eredményezi.
A széltől védett kis tó nem képez hullámokat a vízfelszínen. Ezért akár kis szögből is jól rá lehet látni a vízre. A fű között a földön látható világos mészkő és kis mennyiségben szétszórt mészpor hozzájárul a víz alatti világossághoz. A tó így lesz smaragdzölden csillámló. A tó alján lévő talaj legnagyobb részén azonban nincs iszapos föld. A vízben rendkívül jó a láthatóság, akár 50 méterig is elláthatunk. A gyakran nyugodt vízfelület és a rajta lévő fénytörés miatt a víz alatt is egy széles látószögű, éles kilátás nyílik az egész erdőre és a meredek sziklás hegyekre. Háton fekvésből a tekintet felfelé irányítva sikerül a jobbra és balra levő hegyeket egyszerre a látkörünkbe helyezni, mivel a búvármaszk üvegjének a teleobjektív hatását a párhuzamos vízfelület által létrejövő széles látószög kompenzálja.
Ashton Kutcher 2014. szeptember 16-án közzétett a Facebookon egy linket egy illusztrált angol cikkhez a tó víz alatti világáról, amit 17 órán belül 11 367 alkalommal osztottak meg és több mint 80 000 kedvelést kapott. 2014. október 25-én az osztrák ORF 9 Plätze-9 Schätze tévéműsorban a Zöld tavat választották Ausztria legszebb elrejtett helyének. Ez, legalábbis 2015-ben a turisták odaözönléséhez vezetett.
2015. október 8-án a tragößi turisztikai egyesület megtiltotta a búvárkodást és bármilyen más vízzel kapcsolatos tevékenységet, mint pl. úszást, csónakázást. Ennek oka a vízi sportokból és a búvárkodásból származó üledék felkavarodásának negatív hatása. A tilalom 2016. január 1-jétől érvényes.
2025 áprilisában a kevés téli csapadéknak köszönhetően a tó 60 év után ismételten kiszáradt.

## Képek

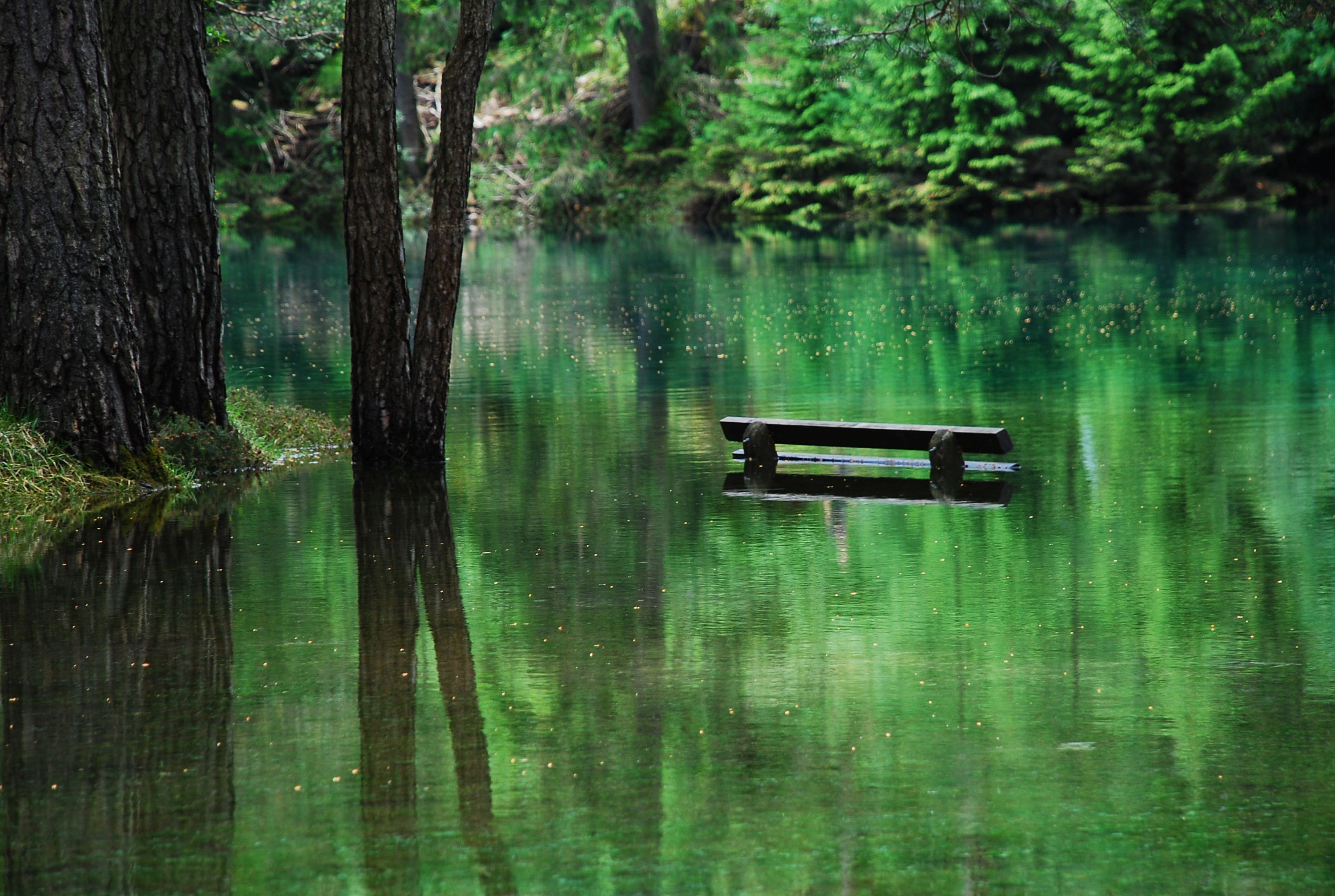
magas vízszinttel
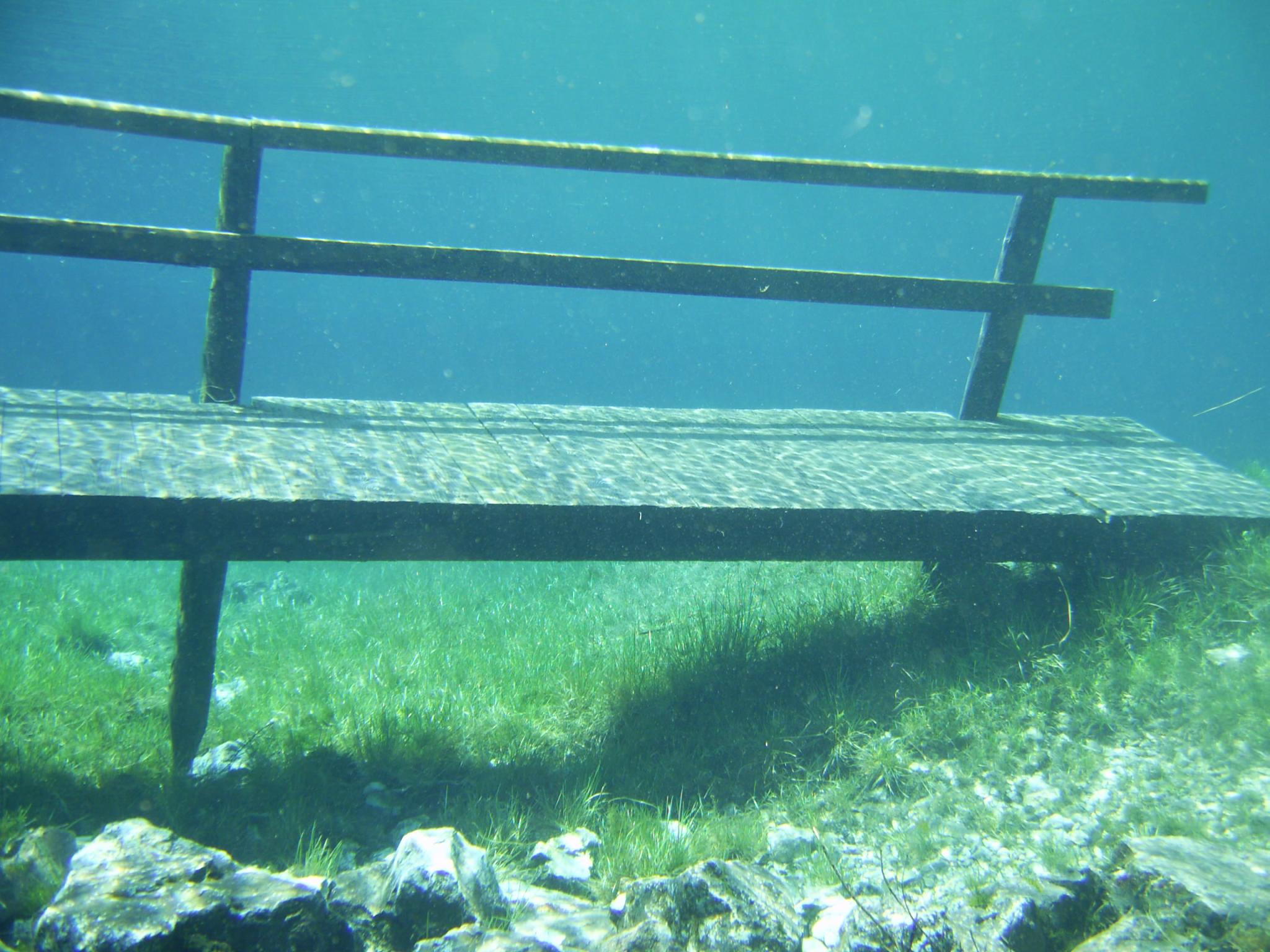
híd víz alatt
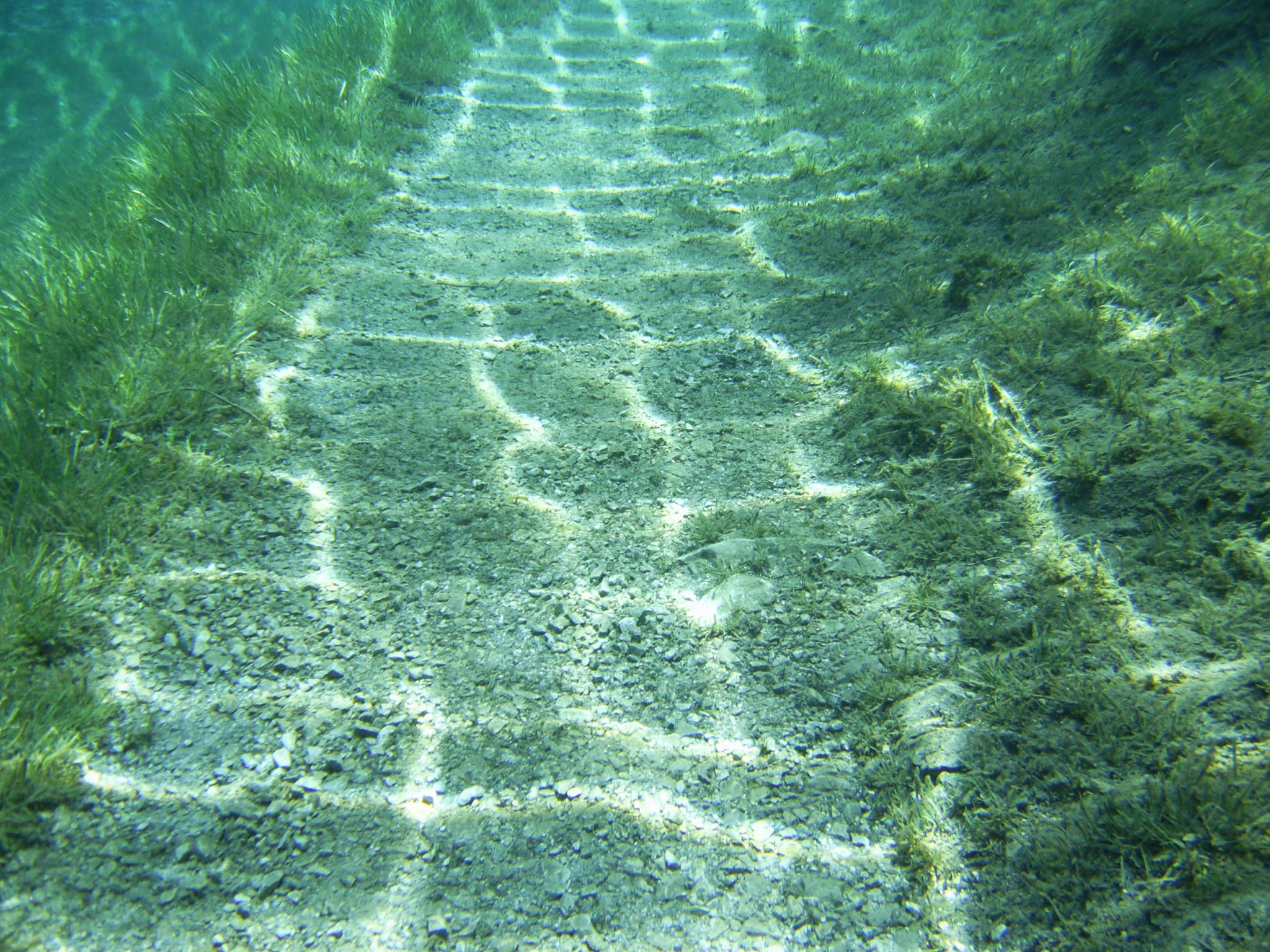
turistaút víz alatt
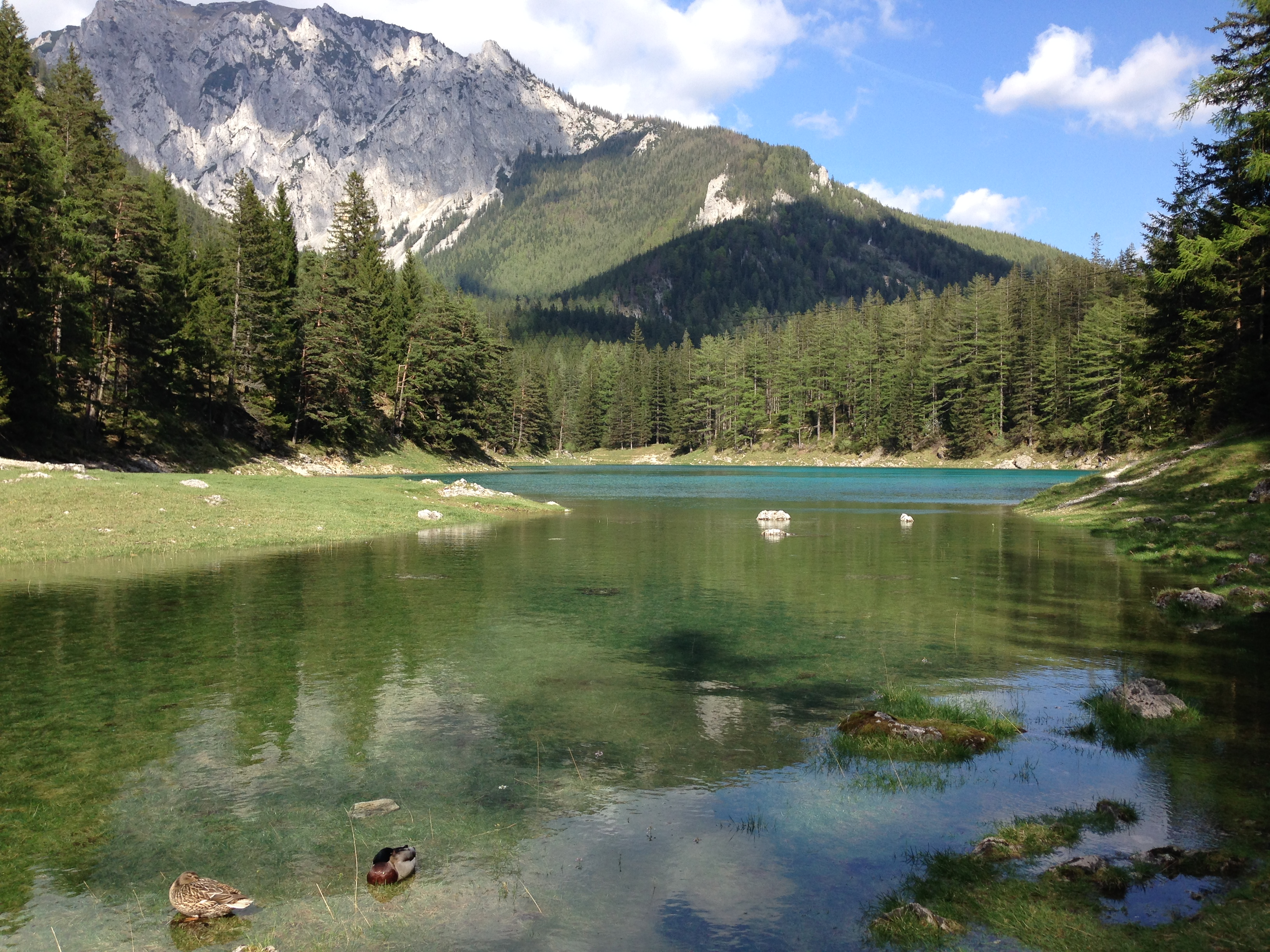
A zőld tó és a Meßnerin

## Fordítás
- Ez a szócikk részben vagy egészben  a   Grüner See (Tragöß) című német Wikipédia-szócikk ezen változatának fordításán alapul.  Az eredeti cikk szerkesztőit annak laptörténete sorolja fel. Ez a jelzés csupán a megfogalmazás eredetét és a szerzői jogokat jelzi, nem szolgál a cikkben szereplő információk forrásmegjelöléseként.